# Leones (ort i Argentina)
Leones är en ort i Argentina.   Den ligger i provinsen Córdoba, i den centrala delen av landet, 400 km nordväst om huvudstaden Buenos Aires. Leones ligger 120 meter över havet och antalet invånare är 9 971.
Terrängen runt Leones är mycket platt. Närmaste större samhälle är Marcos Juárez, 18,2 km öster om Leones.
Trakten runt Leones består till största delen av jordbruksmark. Runt Leones är det glesbefolkat, med 10 invånare per kvadratkilometer.